# Borzym (przystanek kolejowy)
Borzym – zamknięty i zlikwidowany przystanek osobowy w Borzymiu, w powiecie gryfińskim, w województwie zachodniopomorskim, w Polsce.